# Andrei Dmitrijewitsch Archangelski

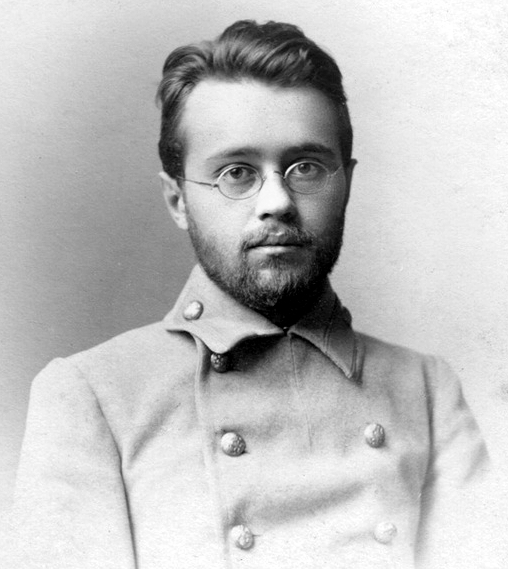
Andrei Dmitrijewitsch Archangelski

Andrei Dmitrijewitsch Archangelski (russisch Андрей Дмитриевич Архангельский; * 8. Dezember 1879 in Rjasan; † 16. Juni 1940 in Uskoje bei Moskau) war ein russisch-sowjetischer Geologe und Paläontologe, ein bedeutender Geowissenschaftler Russlands und der frühen Sowjetunion und erwarb sich während seiner Schaffenszeit große Verdienste bei der Exploration seines Landes.

## Leben und Wirken
Von 1889 bis 1904 studierte Archangelski an der Lomonossow-Universität Moskau Geologie und Paläontologie bei Alexei Petrowitsch Pawlow, dessen Assistent er am Geologischen Institut der Universität Moskau nach seinem erfolgreichen Studienabschluss bis 1913 blieb. Zu seinem Hauptaufgabengebiet in dieser Zeit gehörten Kartierungsarbeiten im südöstlichen Russland bis in die Mitte Sibiriens. 1913 zum Chef des Geologischen Komitees nach St. Petersburg berufen, promovierte er 1917 zum Doktor der Mineralogie und Geognosie. Noch während seiner Zeit im Amt als Hauptgeologe des Geologischen Komitees in St. Petersburg, das er bis 1924 bekleidete, war er ab 1920 Lehrstuhlinhaber an verschiedenen russischen Hochschulen, darunter auch an der Universität Moskau.
Archangelskis Hauptaugenmerk, neben seiner Tätigkeit als Hochschullehrer, lag auf der Erforschung von Bodenschätzen wie Phosphorit- und Bauxitlagerstätten in der Sowjetunion, für die er mehrere Expeditionen organisierte. So erforschte er schon 1919 erfolgreich die Kursker Magnetanomalie auf dessen Ergebnisse Iwan Gubkin bei seiner 1920 staatlich geleiteten Exploration zurückgreifen konnte.
1925 wurde er zum korrespondierenden und 1929 zum ordentlichen Mitglied der Akademie der Wissenschaften der UdSSR gewählt und war von 1934 bis 1939 Direktor des Geologischen Instituts der Akademie der Wissenschaften in Moskau.
Während seiner Studienzeit war Archangelski von 1899 bis 1900 im Haushalt Alexei Petrowitsch Pawlows auch als Hauslehrer angestellt.

## Ehrungen
1928 wurde Archangelski der Leninpreis verliehen. Ein Krater auf dem Mars und einige Nunataks (Geröllfelder) im Lasarew-Gebirge in der Antarktis sind nach Archangelski benannt. Seit 1993 wird von der Russischen Akademie der Wissenschaften der Archangelski-Preis verliehen.

## Werke
- A. Archangelski: Grundriss der Phosphorit-Lagerstätten in Rußland. 1920. (russ.)
- A. Archangelski: Einführung in das Studium der Geologie des Europäischen Rußlands. Teil 1: Tektonik und Entwicklungsgeschichte er Russischen Plattform. 1923. (russ.)
- A. Archangelski: Geologischer Bau und geologische Geschichte der UdSSR. 1932. (russ.)
- A. Archangelski: Die Bildung der Bauxite und die Suche neuer Lagerstätten. 1937. (russ.)